# Azione Elettorale dei Polacchi in Lituania - Alleanza delle Famiglie Cristiane
L'Azione Elettorale dei Polacchi in Lituania - Alleanza delle Famiglie Cristiane (in polacco: Akcja Wyborcza Polaków na Litwie - Związek Chrześcijańskich Rodzin - AWPL-ZCR; in lituano: Lietuvos Lenkų Rinkimų Akcija - Krikščioniškų Šeimų Sąjunga - LLRA-KŠS) è un partito politico fondato in Lituania nel 1994 con l'obiettivo di tutelare la minoranza polacca presente nel Paese.
Il partito nasce come trasformazione dell'Unione dei Polacchi in Lituania (Związek Polaków na Litwie - ZPL; o Lietuvos Lenkų Sąjunga - LLS), nata nel 1989; noto inizialmente con la denominazione di Azione Elettorale dei Polacchi in Lituania, ha assunto l'odierna denominazione nel 2016.
Il leader del partito è l'eurodeputato Valdemar Tomaševski.
È un partito conservatore che ha aderito al Gruppo dei Conservatori e dei Riformisti Europei (nel 2009).
Nel 2004, ottiene 2 deputati al Seimas (3,81%) e nel 2008, 3 deputati (con alleanza con la minoranza russa, 4,80%). Alle elezioni parlamentari del 2012 AWPL ottenne il 5,8% dei consensi e ben 8 seggi. Entra così a far parte del nuovo governo insieme al Partito Socialdemocratico di Lituania, al Partito del Lavoro e a Ordine e Giustizia.

## Risultati elettorali
| Elezione          | Voti   | %    | Seggi   |
| ----------------- | ------ | ---- | ------- |
| Parlamentari 1992 | 39.773 | 2,14 | 4 / 141 |
| Parlamentari 1996 | 40.941 | 3,13 | 1 / 141 |
| Parlamentari 2000 | 28.641 | 1,95 | 2 / 141 |
| Europee 2004      | 68.937 | 5,71 | 0 / 13  |
| Parlamentari 2004 | 45.302 | 3,79 | 2 / 141 |
| Parlamentari 2008 | 59.237 | 4,79 | 3 / 141 |
| Europee 2009      | 46.293 | 8,20 | 1 / 12  |
| Parlamentari 2012 | 79.840 | 6,08 | 8 / 140 |
| Europee 2014      | 92.108 | 8,05 | 1 / 11  |
| Parlamentari 2016 | 69.810 | 5,72 | 8 / 141 |
| Europee 2019      | 69.333 | 5,51 | 1 / 11  |
| Parlamentari 2020 | 56.386 | 4,97 | 3 / 141 |
| Europee 2024      | 39.202 | 5,78 | 1 / 11  |
| 1.                |        |      |         |